# Павлов (Львовская область)
Павлов (укр. Павлів) — село в Радеховской городской общине Шептицкого района Львовской области Украины.

## История
В 1978 году был введен в эксплуатацию Радеховский сахарный завод.
По переписи 2001 года население составляло 3828 человек. По данным 2023 года составляло 3820 человек.

## Известные уроженцы и жители
- В селе Павлове жил, умер и похоронен Корнель Уейский — польский поэт, драматург и публицист, на средства которого в селе был установлен памятник в честь упразднения подневольного труда на панщине, который существует до сих пор. В 1862 восстановил здесь же сожжёный костёл, на котором сохранилась памятная таблица.
- Гриньох, Иван Михайлович (1907—1994) — украинский богослов, общественный, политический и религиозный деятель, священник УГКЦ, капеллан, публицист.